# Oberoende studenter
Oberoende studenter, OBS, senare OS, var ett kårparti vid Stockholms Universitets Studentkår. Partiet bildades 1973 som en utbrytning ur det tidigare stora partiet Stockholms universitets studenter. Under många år var Oberoende studenter det enda partiet i kårfullmäktige som inte hade någon uttalad politisk ideologi utan som enbart var ett "fackligt" parti. Under 1980- och 90-talen profilerade sig partiet bl.a. genom att slå vakt om sexuella minoriteters rättigheter. Jämställdhet på universitetet och kårobligatoriets avskaffande var andra viktiga frågor. Man ansåg att studentkåren skulle värna extra om och avsätta ekonomiska medel till grupper som Gaystudenterna och Arbetsgruppen för kvinnliga studerande.